# خانه عبدالله میرزا حنیفه‌زاد
خانه عبدالله میرزا حنیفه زاد مربوط به دوره معاصر است و در شهرستان فومن، شهرک تاریخی ماسوله واقع شده و این اثر در تاریخ ۲۵ اسفند ۱۳۸۰ با شمارهٔ ثبت ۵۲۷۶ به‌عنوان یکی از آثار ملی ایران به ثبت رسیده است.